# 연춘역원
연춘역원은 대한민국 충청남도 천안시 동남구 목천읍에 있다. 1995년 5월 10일 천안시의 향토문화유산 제38호로 지정되었다.

## 개요
목천현 연춘역 고을 동쪽 3리에 있다.